# B.U.T (BE-AU-TY)/Back to Tomorrow
『B.U.T (BE-AU-TY)/Back to Tomorrow』（ビー・ユー・ティ/バック トゥ トゥモロー）は、東方神起の両A面配信限定シングルである。2011年9月21日にavex traxより配信が開始された。
本作は、2011年9月28日に発売の5thアルバム『TONE』からの先行シングルで、収録曲のうち「B.U.T (BE-AU-TY)」は、2014年1月に日本レコード協会よりゴールド認定を受けている。

## 曲の解説
「B.U.T (BE-AU-TY)」は、男性が恋に堕ちた勢いを表現した楽曲で、歌詞はラップのように韻を踏んでいる。ミュージック・ビデオでは、地下にあるストリートファイトクラブで闘う様子が描かれており、ユンホは自身初となるアクションシーンに挑戦している。テレビ番組で披露された回数が多い東方神起の楽曲のひとつとなっており、テレビ朝日『ミュージックステーション』（2011年9月16日放送回）、NHK総合『MUSIC JAPAN』（2011年10月2日放送回）、日本テレビ『Music Lovers』（2011年10月2日放送回）、フジテレビ『HEY!HEY!HEY! MUSIC CHAMP』（2011年10月10日放送回）などの音楽番組で披露された。2011年9月2日に東京ドームで開催された「SMTOWN LIVE in TOKYO SPECIAL EDITION」でライブ初披露となり、以降もライブで披露されている。なお、2012年から2013年にかけて行なわれたワールドツアー「Catch Me: Live World Tour」や2014年から2015年にかけて行なわれた15周年記念ツアー「Tistory: Special Live Tour」では、韓国語バージョンが披露されており、2014年にリリースされた『Live World Tour: Catch Me in Seoul』にはライブ音源とともにボーナス・トラックとしてスタジオ音源も収録されている。
「Back to Tomorrow」は、日本メナード化粧品「イルネージュ」CMソングとして使用されたミディアムテンポのR&Bチューンで、歌詞には「これからも輝き続けたい」という願いが込められている。CMソングとして使用されたことについてメンバーは、「CMのエレガントさと僕たちの曲がぴったりとマッチしているから、一人でも多くの方に見て聴いてほしい。」とコメントしている。

## 収録曲
| #         | タイトル             | 作詞                              | 作曲                                  | 時間 |
| --------- | -------------------- | --------------------------------- | ------------------------------------- | ---- |
| 1.        | 「B.U.T (BE-AU-TY)」 | - Yoo Young Jin - Luna (日本語詞) | Yoo Young Jin Ryan Jhun Antwann Frost | 3:35 |
| 2.        | 「Back to Tomorrow」 | 井上慎二郎                        | White N3rd Paul Lewis                 | 3:39 |
| 合計時間: | 合計時間:            | 合計時間:                         | 合計時間:                             | 7:14 |

## 参加ミュージシャン・スタッフ
※出典
B.U.T (BE-AU-TY)
- TOHOSHINKI - Vocals, Backing Vocals
- Yoo Young Jin - Backing Vocals, Directed, Mixed, Recorded
- Yuka Koizumi - Mastered

Back to Tomorrow
- TOHOSHINKI - Vocals
- Katsutoshi Yasuhara - Directed
- Naoki Yamada - Mixed
- Hideaki Jinbu - Recorded
- Yuka Koizumi - Mastered

## 収録アルバム
B.U.T (BE-AU-TY)
- TONE
- FINE COLLECTION 〜Begin Again〜

Back to Tomorrow
- TONE

## ライブ映像作品
B.U.T (BE-AU-TY)
- 東方神起 LIVE TOUR 2012 〜TONE〜
- TIME (特典DVD)
- 東方神起 LIVE TOUR 2014 TREE
- 東方神起 LIVE TOUR 2015 WITH
- FINE COLLECTION 〜Begin Again〜 (特典DVD)
- 東方神起 LIVE TOUR 2017 〜Begin Again〜
- 東方神起 LIVE TOUR 2017 〜Begin Again〜 Special Edition in NISSAN STADIUM
- TOMORROW (特典DVD)

Back to Tomorrow
- 東方神起 LIVE TOUR 2012 〜TONE〜